# Jean-François Tielemans
Jean-François Tielemans (Bruxelles, 15 novembre 1799 – Ixelles, 5 luglio 1887) è stato un politico belga.
Fu governatore della provincia di Anversa dal 7 aprile 1831 al 14 giugno 1831 e della provincia di Liegi fino al 4 ottobre 1832.
| Controllo di autorità | VIAF (EN) 289266759 · ISNI (EN) 0000 0003 9472 292X · GND (DE) 1175468894 |